# ياسمين أوزيلخان
ياسمين أوزيلخان (بالتركية: Yasemin Özilhan)‏ (ويُلفظ اسم عائلتها في اللغة التركية المعاصرة: أوزليهان) واسمها سابقًا - أي قبل الزواج - ياسمين أرغنه (بالتركية: Yasemin Ergene)‏؛ هي ممثلة ألمانية من أصول تركية ولدت في يوم 22 يناير 1985 في مدينة هامبورغ في ألمانيا، مثلت ياسمين في العديد من المسلسلات والأفلام ومثلت دور إلا ألتنداغ في مسلسل نبض الحياة في سنة 2006.

## روابط خارجية
- ياسمين أوزيلخان على موقع IMDb (الإنجليزية)
- ياسمين أوزيلخان على موقع ألو سيني (الفرنسية)
- ياسمين أوزيلخان على موقع قاعدة بيانات الفيلم (الإنجليزية)
- ياسمين أوزيلخان على موقع كينوبويسك (الروسية)